# Blanche Colombe
Pour les articles homonymes, voir Colombe (homonymie).
Pour plus de détails, voir Fiche technique et Distribution.
Blanche Colombe est un film français réalisé par Frédérique Gutman et sorti en 1993.

## Synopsis
Clara tient un stand de tir à la carabine. Cécile collectionne les robes de mariée. Fabien accumule les catastrophes.

## Fiche technique
- Titre : Blanche Colombe
- Réalisation : Frédérique Gutman
- Scénario : Frédérique Gutman, Michel Allier
- Musique : Bernard Péault (Paroles : Pascale Cazier)
- Directeur de la photographie : Marc-André Batigne
- Ingénieur du son : Pierre Tucat
- Décors : Isabelle Delbelcq
- Monteur : Yann Dedet
- Pays de production :  France
- Année de tournage : 1993
- Langue de tournage : français
- Société de production : Stellaire Productions (France)
- Format : couleur — 35 mm
- Genre : court métrage, comédie
- Durée : 14 min
- Date de sortie : France : 1993

## Distribution
- Marilú Marini
- Éric Elmosnino
- Bertrand Bossard
- Jean-Charles Dumay
- Sophie Daull